# Nombre abundant

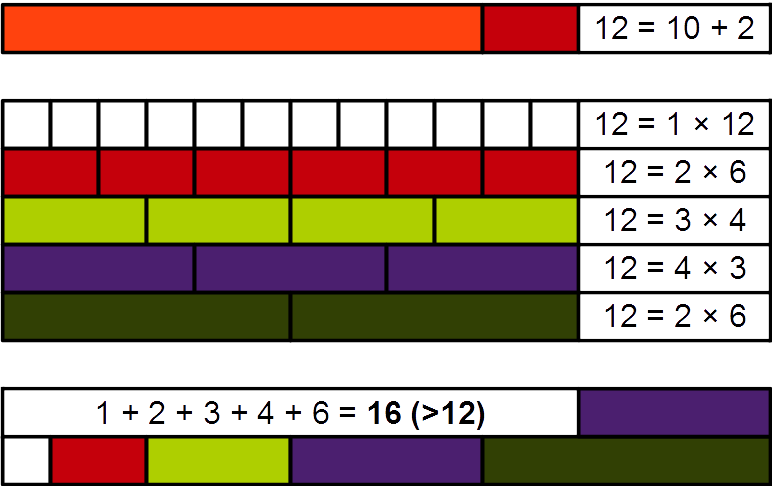
Demostració amb els reglets numèrics de l'abundància del número 12.

Un nombre abundant o excessiu és un nombre natural menor a la suma dels seus divisors propis.
Tots els múltiples propis de nombres perfectes i abundants són abundants. Així, els primers nombres abundants són: 12, 18, 24 i 30. El primer nombre abundant imparell és el 945.
Tots els múltiples de 6 i els múltiples imparells de 945 són abundants, i s'ha demostrat que tot sencer major que 20.161 és suma de dos nombres abundants.